# Ernst-Erich Doberkat
Ernst-Erich Doberkat (* 1948 in Breckerfeld, Deutschland) ist ein deutscher Mathematiker, Informatiker und Hochschullehrer.

## Leben und Werk
Doberkat studierte von 1968 bis 1973 Mathematik und Philosophie an der Ruhr-Universität Bochum und erwarb 1973 sein Diplom in Mathematik. Anschließend war er wissenschaftlicher Mitarbeiter am Forschungs- und Entwicklungszentrum für objektivierte Lehr- und Lernverfahren an der Universität Paderborn. 1976 promovierte er dort in Mathematik bei Benno Fuchssteiner mit der Dissertation Stochastische Input-Output Modelle: Vorhersage, Lernen, optimale Strategien. 1979 erhielt er die Venia Legendi für das Fach Informatik an der Fernuniversität in Hagen.
Von 1981 bis 1985 war er Associate Professor of Mathematics and Computer Science am Clarkson College of Technology der Clarkson University in Potsdam (New York). 1985 wurde er ordentlicher Professor für Praktische Informatik an der Universität Hildesheim und 1988 Professor für Informatik/Software Engineering an der Universität Essen. 1993 wurde er Inhaber des Lehrstuhls für Software-Technologie an der Technischen Universität Dortmund.

## Mitgliedschaften
- Ernst-Erich Doberkat ist Mitglied des 2020 gegründeten Netzwerks Wissenschaftsfreiheit.[4]

## Veröffentlichungen (Auswahl)
- Das siebte Buch: Objektorientierung mit C++. B.G.Teubner, 2000, ISBN 978-3-519-02649-5.
- Python 3: Ein Lern- und Arbeitsbuch.  De Gruyter Oldenbourg, 2018, ISBN 978-3110544121.
- Stochastic Coalgebraic Logic (Monographs in Theoretical Computer Science. An EATCS Series). Springer, 2009, ISBN 978-3642029943.
- Haskell: Eine Einführung für Objektorientierte. Oldenbourg Wissenschaftsverlag, 2015, ISBN 978-3486714173.
- Stochastic Automata: Stability, Nondeterminism and Prediction (Lecture Notes in Computer Science) (Lecture Notes in Computer Science (113), Band 113). Springer, 1981, ISBN 978-3540108351.
- Special Topics in Mathematics for Computer Scientists: Sets, Categories, Topologies and Measures. Springer, 2015, ISBN 978-3319227498.
- Praktischer Übersetzerbau. Springer, 2013, ISBN 978-3519022886.
- Die Drei. Ein Streifzug durch die Rolle der Zahl in Kunst, Kultur und Geschichte. Springer, 2019, ISBN 978-3-662-58787-4.
- Inserting a new element into a heap. BIT 21, S. 255–269, 1981.